# John Hungerford Pollen (kyrkohistoriker)
John Hungerford Pollen, född den 22 augusti 1858 i London, död den 28 april 1925, var en engelsk kyrkohistoriker. Han var son till konsthistorikern John Hungerford Pollen. 
Pollen ingick 1877 i jesuitorden, blev romersk-katolsk präst 1891 och utgav ett stort antal skrifter och aktpublikationer rörande katolicismens historia i Storbritannien, bland annat "Acts of english martyrs" (1891), English catholics in the reign of queen Elizabeth (1920) och The counter-reformation in Scotland (1921).